# Svenska Måltider
Svenska Måltider var en tallriksserie från Gustavsbergs porslinfabrik. 1971–76 utkom en tallrik om året, med motiv och text från den klassiska svenska litteraturen. Den gemensamma nämnaren var att alla, utom den första, skildrade en måltid.
Motiv:
- 1971 - "Ett äventyr i Hagaparken", ur Hyrkuskens berättelser av August Blanche (1811–1868).
- 1972 - "Karl-Ludvig vid smörgåsbordet", ur Kvartetten som sprängdes av Birger Sjöberg (1885–1929).
- 1973 - "Det är timjan i, sade Toke med bruten röst". Julbordet i Röde Orm av Frans G Bengtsson (1894–1954).
- 1974 - "Ack ljuvliga stunder! Min sköna ett ord: Hur väl mår jag ej vid ditt dukade bord!" Ur Måltidssång av Carl Michael Bellman (1740–1795).
- 1975 - "Han kom ner till Berzelii park igen. Där sutto arbetarfamiljerna och åto ur sina matkorgar: Kokta ägg, kräftor, pannkakor." Ur Giftas av August Strindberg (1849–1912).
- 1976 - "Endast i Herr Markurells hänsynslösa själ kunde idén födas att förvandla ett kollegium till en krog." Ur Markurells i Wadköping av Hjalmar Bergman (1883–1931).

Det finns även assietter med liknande tema, Mat med namn. Texterna lyder:
- 1978 Krustad Lucullus, Lucius Licinius Lucullus, 106–56 f.Kr.
- 1979 "Varje bonde skall ha en höna i grytan om söndagen". Henri IV, kung av Frankrike 1589–1610
- 1980 Gädda Pompadour. Madame de Pompadour 1721–1764
- 1981 Gös Soto Major. Soto Maior Soto Major 1812–1894,diplomat i Stockholm. En älskvärd, ej helt oskuldsfull man med sirliga maner.
- 1982 Kalvfilé Oscar. Oscar II 1829–1907.
- 1983 Coupe Melba. Nellie Melba 1861–1931